# Большая Уда (Нижегородская область)
Большая Уда — село в Гагинском районе Нижегородской области России. Входит в состав Ушаковского сельсовета.

## География
Находится в 17 км от Гагино и в 151 км от Нижнего Новгорода.

## История
Первое упоминание относится к 1596 году. В «Списке населенных мест» Нижегородской губернии по данным за 1859 год значится как удельная деревня Удочка (Уда) при речке Пекшати в 57 верстах от уездного города Сергач. В деревне насчитывалось четыре двора и проживало 32 человека (16 мужчин и 16 женщин).

## Население
| 2002 | 2010 |
| ---- | ---- |
| 204  | ↘171 |

Национальный состав
Согласно результатам переписи 2002 года, в национальной структуре населения села из 204 человек русские составляли 52 %; мордва — 46 %.
Гендерный состав
На проживало 16 мужчин и 16 женщин.

## Инфраструктура
Личное подсобное хозяйство.

## Транспорт
Стоит на подъездной автодороге к с. Ушаково-с. Ивково от а/д Лукоянов-Гагино-Салганы-Уразовка (идентификационный номер 22 ОП МЗ 22Н-1814).